# رهبنة الكرمليين الحفاة
رهبنة الكرمليّين الحُفاة (باللاتينية: Ordo Carmelitarum Discalceatorum) إحدى الرهبنتين الكرمليتين. تأسست عام 1591م بعدما باشرت تيريزا الأفيلاوية إصلاحات في الرهبنة الكرملية.